# Bedum
Bedum – miasto w północno-wschodniej Holandii, w prowincji Groningen i gminie Het Hogeland. Z populacją liczącą 8655 osób (według stanu na 01.01.2020) stanowi jedno z większych miast satelickich Groningen.
Do 31 grudnia 2018 istniała również gmina Bedum, a miasto Bedum stanowiło siedzibę jej władz. Gmina zajmowała powierzchnię 44,94 km², liczyła 10 469 mieszkańców (według stanu na 30.09.2018), a w jej skład wchodziło sześć miejscowości: Bedum, Noordwolde, Onderdendam, Zuidwolde, Ellerhuizen oraz Westerdijkshorn. 1 stycznia 2019 gmina Bedum połączyła się z trzema sąsiednimi gminami: De Marne, Eemsmond i Winsum, tworząc gminę Het Hogeland.
23 stycznia 1984 w Bedum urodził się Arjen Robben.